# Nguyễn Văn Đức
Nguyễn Văn Đức (1923-2002) là Thượng tướng Công an nhân dân Việt Nam và chính trị gia người Việt Nam. Ông từng là Thứ trưởng Bộ Nội vụ, Ủy viên Ban Chấp hành Trung ương Đảng Cộng sản Việt Nam khóa V, VI, Bí thư Tỉnh ủy Yên Bái, Lạng Sơn, Hà Tuyên.

## Sự nghiệp
Ông sinh năm 1923 tại xã Thượng Trưng, huyện Vĩnh Tường, tỉnh Vĩnh Phúc
Năm tham gia cách mạng: 1939; năm vào Đảng: 1945; năm vào CAND: 1986.
Ông từng giữ các chức vụ: Phó Bí thư Huyện ủy Yên Lạc, tỉnh Vĩnh Phúc (1946); Bí thư Huyện ủy Trấn Yên và Than Uyên, tỉnh Yên Bái (1948); Ủy viên Thường vụ Tỉnh ủy, Chính trị viên Tỉnh đội Yên Bái (1951); Quyền Bí thư, Bí thư Tỉnh ủy Yên Bái (1954); Bí thư Tỉnh ủy Lạng Sơn (1963); Chánh Văn phòng Viện Kiểm sát nhân dân tối cao (1977); Bí thư Tỉnh ủy Hà Tuyên (1979); Thứ trưởng Bộ Nội vụ (1986 - 1991). Ủy viên Ban Chấp hành Trung ương Đảng khóa V, VI.

## Vinh danh
Huy hiệu 50 năm tuổi Đảng, Huân chương Độc lập hạng Nhất.
Ngày 1 tháng 9 năm 2009, ông được truy tặng Huân chương Hồ Chí Minh.